# Octotemnus
Octotemnus là một chi bọ cánh cứng trong họ Ciidae.

## Các loài
- Octotemnus aculeatus Kawanabe, 2002
- Octotemnus chinensis J.-K. Li, 1992
- Octotemnus glabriculus Gyllenhal, 1827
- Octotemnus japonicus Mityatake, 1954
- Octotemnus laminifrons Motschulsky, 1861
- Octotemnus mandibularis Gyllenhal, 1813
- Octotemnus michiochujoi Kawanabe, 2005
- Octotemnus omogensis Miyatake, 1954
- Octotemnus opacus Mellié, 1848
- Octotemnus parvulus Miyatake, 1954
- Octotemnus pilosoceps Kawanabe, 2002
- Octotemnus punctidorsum Miyatake, 1954
- Octotemnus robustus Kawanabe, 2002
- Octotemnus rugosopunctatus Drogvalenko, 2002